# Раян Томпсон (футболіст)
Раян Томпсон (англ. Ryan Thompson; нар. 7 січня 1985, Кінгстон) — ямайський футболіст, воротар.

## Клубна кар'єра
У дорослому футболі дебютував 2003 року виступами за команду клубу «Гарбор В'ю», в якій провів три сезони.
Своєю грою за цю команду привернув увагу представників тренерського штабу американського клубу «Тампа Спартанс», до складу якого приєднався 2006 року. Відіграв за клуб наступні два сезони своєї ігрової кар'єри. З 2008 по 2010 залишався у США, де почергово виступав за клуби «Брадентон Академікс», «Тампа Спартанс», а також «Портланд Фенікс». 
Протягом 2011 року захищав кольори команди ірландського «Шемрок Роверс», а в наступному році повернувся до клубу «Брадентон Академікс». 
Згодом з 2012 по 2015 рік грав у складі команд клубів «Весбю Юнайтед», «Тампа-Бей Роудіс» і «Піттсбург Рівергаундс». 
До складу клубу «Сент-Луїс» приєднався 2016 року.

## Виступи за збірні
Залучався до складу молодіжної збірної Ямайки. На молодіжному рівні зіграв у 20 офіційних матчах.
2004 року дебютував в офіційних матчах у складі національної збірної Ямайки. Провів у формі головної команди країни 10 матчів.
У складі збірної був учасником розіграшу Золотого кубка КОНКАКАФ 2015 року в США та Канаді, де разом з командою здобув «срібло», розіграшу Кубка Америки 2015 року в Чилі, розіграшу Кубка Америки 2016 року в США.

## Титули і досягнення

### Клубні
- «Гарбор В'ю»

Володар Кубка CFU (1): 2007

### Збірні
- Переможець Карибського кубка: 2014
- Срібний призер Золотого кубка КОНКАКАФ: 2015